# شتاینهاگن (نوردراین-وستفالن)
شتاینهاگن (به آلمانی: Steinhagen) یک شهر در آلمان است که در گوترسلوه واقع شده‌است. شتاینهاگن ۱۹٬۸۵۶ نفر جمعیت دارد.

## خواهرخوانده
شهرهای فیویتسانو و ووردن خواهرخوانده‌های شتاینهاگن (نوردراین-وستفالن) هستند.